# Ingeborg Zaunitzer-Haase
Ingeborg Zaunitzer-Haase, geborene Ingeborg Haase (geboren 1929 in Solingen), ist eine deutsche Wirtschaftsjournalistin.

## Beruflicher Werdegang
Ingeborg Zaunitzer-Haase studierte Volkswirtschaftslehre an der Universität Bonn, wo sie das Diplom erlangte und 1958 promoviert wurde. Sie machte ein journalistisches Volontariat beim WDR in Köln und arbeitete seit Mitte der 1960er Jahre für die Wochenzeitung Die Zeit und später in der aktuellen Berichterstattung und als Kommentatorin des ARD-Hörfunk.
Sie ist unter anderem Mitglied im Berliner Initiativkreis öffentlich-rechtlicher Rundfunk, der sich für eine demokratische Meinungsbildung durch einen unabhängigen öffentlich-rechtlicher Rundfunk einsetzt.

## Werke
- Die Bedeutung des Wettbewerbsprinzips für die jüngere sozialistische Theorie und Praxis. Dissertation Bonn 1958
- Neubearbeitung, Durchsicht und Ergänzung von: Ludwig Reiners: Die Sache mit der Wirtschaft. Briefe eines Unternehmers an seinen Sohn. List, München 1966
- Im Griff der Konzerne. Krise einer Mittelschicht. List, München 1967
- Mitarbeit bei: Aufgaben und Ergebnisse in zwei Jahrzehnten sozialer Wohnungsbauförderung. Landestreuhandstelle für den Wohnungsbau, Hannover 1968
- Zusammen mit Dieter Dowe (Hrsg.): Rettende Augenblicke. Überleben im Nazi-KZ. Friedrich-Ebert-Stiftung, Historisches Forschungszentrum, Bonn 2007, ISBN  978-3-89892-829-8.